# 急性腎不全
急性腎不全（きゅうせいじんふぜん、英語: acute renal failure）は、腎不全の一つ。急性腎障害（英語: acute kidney injury、AKI）とも呼ばれる。

## 解説
尿が半日以上全く出ないのは、大変危険な状態である。具体的には、尿素など窒素生成物が、血液中に蓄積する高尿素窒素血症を生じる病態で、急激な腎機能低下の結果、体液の水分と電解質バランスの恒常性維持ができなくなった状態である。症状は食欲不振、悪心、嘔吐。治療を行わない場合は、痙攣、昏睡へと進行する。
明文化された診断基準はないが一般に、
1. 血清クレアチニン値が2.0 - 2.5mg/dL以上へ急速に上昇、
但し、基礎に腎機能低下がある場合には血清クレアチニン値が前値の50%以上上昇、
2. 血清クレアチニン値が0.5mg/dL/day以上,BUNが10mg/dL/day以上の速度で上昇するもの

を急性腎不全として扱う。
| 要素             | 急性腎不全                                                           | 慢性腎不全                                 |
| ---------------- | -------------------------------------------------------------------- | ------------------------------------------ |
| 発症までの期間   | 数時間から数週間                                                     | 数ヶ月から数年                             |
| 腎機能低下の速度 | 脱水、ショック、薬物、手術、急速進行性糸球体腎炎、急性間質性腎炎など | 糖尿病性腎症、慢性糸球体腎炎、腎硬化症など |
| 腎機能の可逆性   | 回復が期待できる                                                     | 回復が期待できない                         |
| 治療目標         | 腎機能の回復                                                         | 腎機能のそれ以上の悪化を防ぐ               |

## 原因分類
急性腎不全の原因のレベルにより腎前性、腎性、腎後性と大別される。
腎前性急性腎不全
腎血流の低下により糸球体濾過率が低下し、乏尿となった状態。腎臓自体の機能は保たれている。急激な血圧低下が主な原因で、大量出血、脱水、ショック、心筋梗塞など。
腎性急性腎不全
腎自体が障害され、濾過能低下、尿量減少がみられる状態。急性糸球体腎炎、急性尿細管壊死(ATN)などがあげられる。薬物投与（抗がん剤、造影剤、抗生物質）や薬剤に対するアレルギー、溶血性尿毒症症候群、横紋筋融解症（挫滅症候群、過激な運動や急激な運動）などが原因となる。
腎後性急性腎不全
厳密には腎から排出する尿路に閉塞があり、尿が出せない状態である。尿路閉塞、前立腺肥大、繰り返す膀胱炎などが原因となり、両側の水腎症をひきおこす。

## 検査
- クレアチニンクリアランス
- クレアチニン(Cr)
  - 目的
糸球体濾過量から腎不全の度合いを調べる。
- ナトリウムクリアランス(CNa、Naクリアランス、Na＋クリアランス)
ナトリウムクリアランス（なとりうむくりあらんす）は、ナトリウムのクリアランス。
  - 公式
ナトリウムクリアランスをCNa、血漿ナトリウム濃度をPNa、尿中ナトリウム濃度をUNa、分時尿量(ml/min)をV、と表現するとナトリウムクリアランスは次の公式で計算できる。
{\displaystyle {\mbox{C}}_{\mbox{Na}}={\frac {{\mbox{U}}_{\mbox{Na}}\times {\mbox{V}}}{{\mbox{P}}_{\mbox{Na}}}}}
- 尿中ナトリウム濃度（尿中Na濃度、UNa、尿中Na＋濃度、UNa＋）
尿中ナトリウム濃度（にょうちゅうなとりうむのうど）は、尿の中のナトリウムの濃度。
  - 目的
腎前性急性腎不全と腎性急性腎不全との鑑別
  - 原理
腎前性急性腎不全では体液が減少しているので、ナトリウムを温存することによって浸透圧を上げて脱水を防ごうとし、尿中ナトリウムは低下する。他方、腎性急性腎不全では腎臓がナトリウムを保持する機能を失うので、尿中ナトリウムは上昇する。
  - 判定

| UNa(mEq/l) | 判定         |
| ---------- | ------------ |
| 40～       | 腎性腎不全   |
| ～20       | 腎前性腎不全 |

- 尿中ナトリウム排泄率（尿中Na排泄率、尿中Na＋排泄率、%ナトリウム排泄率、%Na排泄率、%Na＋排泄率、％ナトリウム排泄率、％Na排泄率、％Na＋排泄率、尿中ナトリウム分画排泄率、尿中Na分画排泄率、尿中Na＋分画排泄率、%ナトリウム分画排泄率、%Na分画排泄率、%Na＋分画排泄率、％ナトリウム分画排泄率、％Na分画排泄率、％Na＋分画排泄率、Fractional Excretion of Na、Fractional Excretion of Na＋、FENa、FENa＋）
尿中ナトリウム排泄率（にょうちゅうなとりうむはいせつりつ）は、糸球体からボウマン嚢に出てきたナトリウムの内、尿中に排泄されるナトリウムの率。
  - 目的
腎不全の分類分け。
  - 原理
生体にとって必要なナトリウムは腎臓そのものが正常であれば再吸収を行って排泄されない。
  - 公式
尿中ナトリウム排泄率をFENa(%)、ナトリウムクリアランスをCNa、クレアチニンクリアランスをCcr、と表現すると尿中ナトリウム排泄率は次の公式で計算できる。
{\displaystyle {\mbox{FE}}_{\mbox{Na}}={\frac {{\mbox{C}}_{\mbox{Na}}}{\mbox{Ccr}}}\times 100}
ここで、血漿ナトリウム濃度をPNa、尿中ナトリウム濃度をUNa、血漿クレアチニン濃度をPcr、尿中クレアチニン濃度をUcr、尿量をV、と表現すると、上式にナトリウムクリアランスの計算式とクレアチニンクリアランスの計算式を代入してナトリウムクリアランスとクレアチニンクリアランスを消去できる。
{\displaystyle {\mbox{FE}}_{\mbox{Na}}={\frac {{\mbox{C}}_{\mbox{Na}}}{\mbox{Ccr}}}\times 100={\frac {\frac {{\mbox{U}}_{\mbox{Na}}\times {\mbox{V}}}{{\mbox{P}}_{\mbox{Na}}}}{\frac {{\mbox{Ucr}}\times {\mbox{V}}}{\mbox{Pcr}}}}\times 100={\frac {{\mbox{U}}_{\mbox{Na}}}{{\mbox{P}}_{\mbox{Na}}}}\times {\frac {\mbox{Pcr}}{\mbox{Ucr}}}\times 100}
  - 判定
尿中ナトリウム排泄率が高ければ腎性腎不全、尿中ナトリウム排泄率が低ければ腎前性腎不全。
- 腎不全指数（RFI）
腎不全指数（じんふぜんしすう）は、腎不全の分類を鑑別する指数。
  - 目的
腎不全の分類分け。
  - 原理
腎不全の際は腎前性でも腎性でも共に、血清ナトリウム濃度は希釈性低ナトリウム血症を示すので、尿中ナトリウム排泄率の公式を血清ナトリウム濃度で割っても臨床上問題ない。
  - 公式
血漿ナトリウム濃度をPNa、尿中ナトリウム濃度をUNa、血漿クレアチニン濃度をPcr、尿中クレアチニン濃度をUcr、尿量をV、と表現すると、尿中ナトリウム排泄率は
{\displaystyle {\mbox{FE}}_{\mbox{Na}}={\frac {{\mbox{U}}_{\mbox{Na}}}{{\mbox{P}}_{\mbox{Na}}}}\times {\frac {\mbox{Pcr}}{\mbox{Ucr}}}\times 100}
と表される。ここで、腎不全指数をRFIと表現し、血漿ナトリウム濃度PNaと末尾の×100を取り除くと腎不全指数
{\displaystyle {\mbox{RFI}}={\frac {{\mbox{U}}_{\mbox{Na}}\times {\mbox{Pcr}}}{\mbox{Ucr}}}}
になる。血漿ナトリウム濃度PNaと末尾の×100を同時に取り除く理由は、血漿ナトリウム濃度PNaが通常100に近い値を示すため、同時に取り除くことで単位調整を行わなくて済む為である。
  - 判定
腎不全指数が1を超えていれば腎性腎不全、腎不全指数が1未満であれば腎前性腎不全。
- 尿中クレアチニン／血清クレアチニン比（尿中Cr／血清Cr比、Ucr／Pcr比）
尿中クレアチニン／血清クレアチニン比（にょうちゅうくれあちにん・けっせいくれあちにんひ）は、腎不全の分類を鑑別する指標。
  - 目的
腎不全の分類分け。
  - 公式
クレアチニンクリアランスをCcr、血漿クレアチニン濃度をPcr、尿中クレアチニン濃度をUcr、尿量をV、と表現すると、クレアチニンクリアランスの式は
{\displaystyle {\mbox{Ccr}}={\frac {{\mbox{Ucr}}\times {\mbox{V}}}{\mbox{Pcr}}}}
と表される。ここで、左辺の分子にある尿量をVで両辺を割って左右と入れ替えると
{\displaystyle {\frac {\mbox{Ucr}}{\mbox{Pcr}}}={\frac {\mbox{Ccr}}{\mbox{V}}}}
が得られる。
  - 原理
腎前性急性腎不全では、体液が減少しているので乏尿となり、分母の尿量Vが減少してUcr/Pcr比は上昇する。他方、腎性急性腎不全では分子のクレアチニンクリアランスCcrが低下してUcr/Pcr比は低下する。
  - 判定

| Ucr/Pcr比 | 判定         |
| --------- | ------------ |
| 40～      | 腎前性腎不全 |
| ～20      | 腎性腎不全   |

- - 鑑別

| 検査結果  | 腎前性        | 腎性          |
| --------- | ------------- | ------------- |
| UNa       | ～20Na(mEq/l) | 40～Na(mEq/l) |
| Ucr/Pcr比 | 40～          | ～20          |

- 血清生化学検査
  - アニオンギャップ上昇
尿毒素、燐酸、等の蓄積による。
  - β2-ミクログロブリン
β2-ミクログロブリンは腎臓で濾過されるので、腎不全では蓄積して上昇する。
- 腎超音波検査
腎血流の低下に伴い、エコーレベルは上昇する。

## 治療
腎機能低下の症状が発現してからでは無く、腎機能低下が予見される様な強い障害が腎臓に加わった場合には、初期から対応を行う。
対症療法
- 透析、輸血、輸液、食事療法、薬物療法。

原因療法
- 原因の除去

## 予後
急性腎不全と診断された患者全体の死亡率は50%近いとする報告がある。これは、腎不全が単独で発症したものでは無く、多臓器不全など疾病に併発した症状であるためである。また、敗血症や多臓器不全の際に生じる軽微な急性腎不全患者では、後に慢性腎不全に移行する事もある。